# Anathallis linearifolia
Anathallis linearifolia là một loài lan.

## Hình ảnh

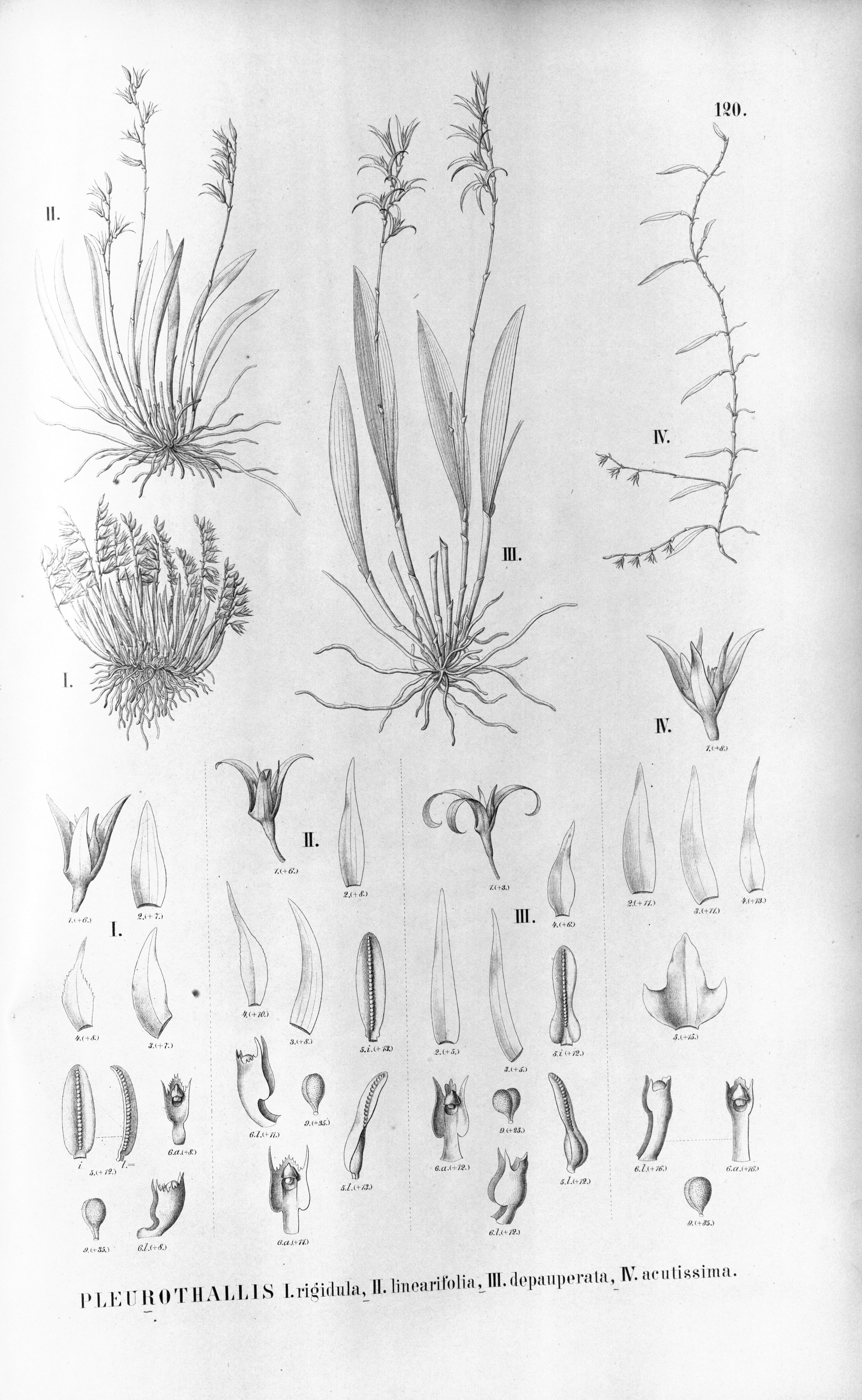